# Il moro esposto
Il Moro esposto (in spagnolo: El moro expósito o Córdoba y Burgos en el siglo décimo) è un poema storico-leggendario.
Composto da dodici canti in versi endecasillabi, è l'opera che consacra Ángel de Saavedra come iniziatore del genere poetico-narrativo spagnolo.
È stato scritto durante il periodo di esilio a Parigi.
L'opera narra una leggenda che si svolge alla corte del moro Mudarra, un califfo.
Lo svolgersi dell'opera è condizionato dall'amore sofferto del protagonista per Kerima e una serie di intrecci mantenendo lo schema della tematica romantica: 
- il viaggio
- la vendetta
- l'amore
- il caso